# Masakazu Suzuki
Masakazu Suzuki (jap. 鈴木 政一 Suzuki Masakazu; ur. 1 stycznia 1955) – japoński piłkarz występujący na pozycji obrońcy.

## Kariera piłkarska
Od 1977 do 1982 roku występował w klubie Yamaha Motors.

## Kariera trenerska
Po zakończeniu piłkarskiej kariery pracował jako trener w Júbilo Iwata.